# Marlis G. Steinert
Marlis Gertrud Johanna Steinert (geb. 1922 als Marlis Gertrud Johanna Dalmer; gest. 2005) war eine deutsche Dolmetscherin, Konfliktforscherin und Historikerin.

## Leben und Ausbildung
Marlis Steinert promovierte 1956 an der Universität des Saarlandes bei Jean-Baptiste Duroselle. Anschließend unterstützte sie den Historiker Jacques Freymond bei seinen Recherchen für das Buch „Die Saar 1945–1955“.
Sie wurde als Professorin an das Hochschulinstitut für internationale Studien und Entwicklung berufen, wo sie bis zu ihrer Pensionierung im Jahr 1988 lehrte.

## Persönliches
Sie heiratete 1943 den Fotografen Otto Steinert.

## Schriften (Auswahl)
- Die 23 Tage der Regierung Dönitz. Die Agonie des Dritten Reiches. Econ, Düsseldorf und Wien 1967.
- Hitlers Krieg und die Deutschen. Stimmen und Haltung der deutschen Bevölkerung im 2. Weltkrieg. Econ, Düsseldorf und Wien 1970.
- Hitler. Hachette, Paris 1992